# Johannes Prause
Johannes Prause (Szilézia, 1755? – Brassó, 1800. október 1.), egyes okmányokban Johann Brause, magyarosítva Prause János német származású orgonakészítő, aki több erdélyi protestáns templom, különösen barcasági evangélikus erődtemplomok számára épített orgonákat. Több, mint húsz hangszert készített, a kis szentélyorgonáktól a monumentális művekig, és ezek a minőség, az elegancia és a hangzás szépségének mércéjét jelentették. Munkái közül sok fennmaradt, legtöbbjük jelentősen átépítve.

## Élete
A szerződések tanúsága szerint katolikus német volt, aki Schräbsdorfból (ma Bobolice, Lengyelország) származott. 1779-ben érkezett Brassóba, hogy megjavítsa a Fekete templom orgonáját, és munkájával annyira meg voltak elégedve, hogy a következő időszakban több, mint húsz orgona építésére kérték fel, melyek közül számos fennmaradt. Felesége Maria, hét gyermekük született: Johannes Nepomuk (1785), Josephus (1786), Caecilia (1789), Antonius Ignatius (1791), Heinrich (1794), Franciscus (1796), Johanna Catharina (1798).

## Munkái
Első fennmaradt erdélyi orgonája 1780-ban készült a felméri erődtemplom számára, majd 1800-ig szinte évente épített orgonákat szász evangélikus plébániák számára. Legnagyobb műve, az egyetlen eredetileg is kétmanuálos orgona a besztercei evangélikus templomban található. A legtöbb hangszer az oltárral egységet alkotott, és az oltár fölött volt elhelyezve, a kor változó ízlése miatt később azonban a legtöbbet a nyugati karzatra helyezték át. Az orgonákat is kibővítették és átépítették, a 19. században több közülük hátpozitívot és pedálművet kapott, emellett soknak megnövelték a hangterjedelmét, mivel Prause hangszerei rövid oktávval, valamint a ma szokásosnál kisebb szoprán hangterjedelemmel rendelkeztek. Az egyetlen eredeti formájában fennmaradt Prause-orgona a homoródi erődtemplomban található.

### Lista
| Év   | Eredeti helye                     | Mai helye                     | Kép | Megjegyzések, sorsa |
| ---- | --------------------------------- | ----------------------------- | --- | --- |
| 1780 | Felméri erődtemplom               | Fogarasi evangélikus templom  |     | Első ismert munkája. 1878-ban és 1918-ban javították, 1928-ban átépítették. 1996-ban átszállították a fogarasi evangélikus templomba. |
| 1781 | Szászvolkányi erődtemplom         | ugyanott                      |     | 1843-ban Heinrich Maywald átépítette, az eredeti Prause-alkatrészekből igen kevés maradt meg. Rossz, működésképtelen állapotban van. A szászvolkányi erődtemplom jelenlegi működő orgonáját a mirkvásári erődtemplomból hozták (lásd ott).                         |
| 1781 | Barcarozsnyói evangélikus templom | ugyanott                      |     | 1824-ben Johann Thois kibővítette egy hátpozitívval, 1846-ban Maywald javította. 1899-ben és 2006–2010-ben restaurálták. |
| 1782 | Keresztényfalvi erődtemplom       | Gerdályi erődtemplom          |     | 1842-ben, az új keresztényfalvi templom építésekor átszállították a gerdályi templomba, és ma is ott áll. Többször javították, utoljára 1976-ban. Rossz, de működőképes állapotban van.                                                                            |
| 1783 | Feketehalmi erődtemplom           | ugyanott                      |     | Kétmanuálos, pedálműves, 28 regiszteres hangszer, Erdély egyik legjelentősebb mechanikus orgonája. 2000 sípjával és jól megőrzött barokk dobozával tökéletes környezetet biztosít orgonakoncertekhez. Többször felújították, jelenleg is nagyon jó állapotban van. |
| 1785 | Höltövényi erődtemplom            | elpusztult                    |     | Az 1802-es földrengés során a templom összedőlt és az orgona elpusztult. Néhány megmaradt darabját a templom 1808-ban készült új, Thois-féle orgonájában használták fel.                                                                                           |
| 1785 | ismeretlen                        | Gyepesi unitárius templom     |     | 1926-ban vásárolta meg a gyepesi unitárius egyházközség. |
| 1786 | Szászkézdi erődtemplom            | ugyanott                      |     | 1878-ban kibővítették, 1930-ban és 2022–2023-ban restaurálták; kiváló állapotban van. |
| 1786 | Vidombáki erődtemplom             | ugyanott                      |     | 1848-ban kibővítették, 1908-ban és 2008–2009-ben restaurálták; kiváló állapotban van. |
| 1787 | Mirkvásári erődtemplom            | Szászvolkányi erődtemplom     |     | 1887-ben kibővítették. 2002-ben restaurálták és a már igen romossá vált mirkvásári templomból átszállították a szászvolkányi templomba. |
| 1787 | Marosvásárhelyi vártemplom        | ugyanott                      |     | Marosvásárhely legrégibb fennmaradt orgonája, kiváló állapotban van. A Vártemplom szentélyében áll, a templom karzatán egy másik, Klassmeyer-féle orgona is van.                                                                                                   |
| 1788 | Riomfalvi erődtemplom             | ugyanott                      |     | 1909-ben pedálművel látták el, 1935-ben és 2011–2018-ban restaurálták; jó állapotban van. Az eredeti sípok nagy része fennmaradt. |
| 1790 | Brassói Szent Bertalan-templom    | elpusztult                    |     | Csak a barokk orgonadoboz maradt meg, a jelenlegi bertalani orgonaművet 1923-ban készítette Wegenstein. |
| 1793 | Szászmagyarósi erődtemplom        | elpusztult                    |     | Csak az orgonadoboz maradt meg, a jelenlegi szászmagyarósi orgonaművet 1907-ban készítették a Rieger testvérek. |
| 1793 | Homoródi erődtemplom              | ugyanott                      |     | Az egyetlen eredeti formájában fennmaradt Prause-orgona. 1903-ban restaurálták. Működőképes állapotban van. |
| 1794 | Besztercei evangélikus templom    | ugyanott                      |     | A legnagyobb Prause-orgona, eredetileg is két manuállal készült. 1861-ben és 1900-ban kijavították és kisebb változtatásokat végeztek rajta. 2018–2021 között felújították.                                                                                        |
| 1796 | Magaréi erődtemplom               | Bukaresti evangélikus templom |     | 1833-ban és 1859-ben kibővítették. 1995-ben restaurálták és a már igen romossá vált magaréi templomból átszállították a bukaresti lutheránus templomba. |
| 1796 | Nagysinki erődtemplom             | Kisprázsmári erődtemplom      |     | 1905-ben megvásárolták a kisprázsmáriak, mivel a nagysinki templomba egy nagyobb, Rieger által készített orgona került. Nem működőképes. |
| 1796 | Brassói Mártonhegyi templom       | valószínűleg elpusztult       |     | 1926-ban, egy új orgona építésekor eladták. Az orgonadobozt a Feleki erődtemplomba vitték, az orgonamű valószínűleg elpusztult, bár egy vélemény szerint a négyfalusi evangélikus templomba került.                                                                |
| 1796 | ismeretlen                        | Siménfalvi református templom |     | Eredeti helye ismeretlen, 1906-ban került Siménfalvára a középajtai gyülekezettől. Gyökeresen átépítették, hogy beférjen a karzat és a mennyezet közé. |
| 1799 | Szászhermányi erődtemplom         | ugyanott                      |     | 1799-ben épült. 1889-ben kibővítették és átépítették. 2006-ban restaurálták, az eredeti Prause-hangszert véve alapul. A hiányzó pedálművet más Prause-modellek (Szászkézd, Barcaföldvár) alapján építették újra.                                                   |
| 1799 | Barcaföldvári erődtemplom         | ugyanott                      |     | Több alkalommal felújították, legutóbb 2006-ban. |

A fentieken kívül egyesek neki tulajdonítják az olthévízi református templom és a kacai erődtemplom orgonáit is.